# Arno Wolf
Arno Wolf (* 16. Mai 1959 in Grünstadt; † 27. Oktober 2013) war ein deutscher Fußballspieler, der aus der Jugend des 1. FC Kaiserslautern Profi wurde. Er spielte für seinen Heimatverein in der Bundesliga und war bei Alemannia Aachen in der 2. Bundesliga aktiv. Arno Wolf war der jüngere Bruder des ehemaligen Fußballspielers und späteren Trainers Wolfgang Wolf.

## Spielerlaufbahn

### 1. FC Kaiserslautern, 1976 bis 1980
Der vom VfR Hettenleidelheim im Jahre 1976 in die A-Jugend des 1. FC Kaiserslautern gekommene Stürmer Arno Wolf bekam zur Runde 1979/80 einen Vertrag für die Bundesligamannschaft bei den Pfälzern. In der Rückrunde der Saison 1978/79 hatte er sich durch sein Angriffstalent in der Amateurmannschaft der Kaiserslauterer in der AOL Südwest für zwei Einsätze in der deutschen Fußballnationalmannschaft der Amateure empfohlen. Sein Debüt bei den DFB-Amateuren bestritt Arno Wolf am 18. April 1979 in Pristina bei der 2:3-Niederlage gegen Jugoslawien. Am 6. Juni stand er zum zweiten Mal im Angriff der Amateurnationalmannschaft beim 4:0-Erfolg in Cádiz gegen Spanien.
Der Bundesligastart unter Trainer Karl-Heinz Feldkamp verlief in der Runde 1979/80 vielversprechend für das Talent auf der Außenbahn. Am 1. Spieltag, am 11. August 1979, stand der 20-Jährige in der Startelf von Kaiserslautern beim Heimspiel gegen Fortuna Düsseldorf. Bis zum 11. Spieltag gehörte er der Stammformation an und nahm an zehn Spielen teil. Am 8. Dezember 1979 wurde er vier Minuten vor Spielende beim 0:0-Heimremis gegen den VfL Bochum für Benny Wendt eingewechselt und kam dadurch zu seinem elften Einsatz. Damit endeten die Einsätze des Arno Wolf beim 1. FC Kaiserslautern. Sicherlich hat auch die unbefriedigende Punktebilanz von 15:17 Zählern bei dem Tabellendritten der Saison 1978/79 dazu beigetragen, dass der junge Stürmer nicht mehr von der Reservebank los kam. Da zudem der langjährige Torjäger Klaus Toppmöller (Runde 1978/79: 17 Tore) in dieser Phase in die nordamerikanische Profiliga NASL zu den Dallas Tornados wechselte, bevorzugte Trainer Feldkamp zukünftig die Umstellung auf vier Mittelfeldspieler sowie zwei Spitzen Reiner Geye und Benny Wendt.
In der Amateurnationalmannschaft hatte Arno Wolf in der Herbstserie 1979 fünf Einsätze, darunter alle vier Olympiaqualifikationsspiele gegen Finnland und Norwegen, bestritten. Da diese Mannschaft nach dem 14. November 1979 vom DFB aufgelöst wurde, fielen auch diese Einsatzmöglichkeiten für den jungen Stürmer aus. Zur Runde 1980/81 wechselte er zu Alemannia Aachen in die 2. Bundesliga.

### Alemannia Aachen, 1980 bis 1984
Im Tivoli bekam Arno Wolf unter Trainer Erhard Ahmann in der Saison 1980/81 wieder Einsatzmöglichkeiten. Alemannia beendete die Saison auf dem 5. Rang, wozu Arno Wolf in 36 Spielen acht Tore beigesteuert hatte. Damit zog Wolf mit der Alemannia und an der Seite seiner Mannschaftskameraden Wolfgang Dramsch, Joaquín Montañés, Rainer Rühle, Dietmar Grabotin, Matthias Schipper, Hubert Clute-Simon, Wayne Thomas, Helmut Balke und Norbert Runge zur Runde 1981/82 in die eingleisige 2. Bundesliga ein.
Aachen wechselte in der Saison 1981/82 insgesamt dreimal den Trainer: Ahmann eröffnete die Runde, Ernst-Günter Habig setzte fort und Horst Buhtz beendete die Runde auf dem neunten Rang. Arno Wolf bildete im Angriff mit 32 Einsätzen und fünf Toren die Konstante. In seiner vierten Saison in Aachen, 1983/84, erlebte er durch Libero Rolf Grünther die Doppelfunktion des Spielertrainers. Der Pfälzer absolvierte 34 Spiele und erzielte vier Tore und Alemannia landete auf dem sechsten Tabellenrang. Insgesamt bestritt Arno Wolf von 1980 bis 1984 für Alemannia Aachen 119 Spiele mit 18 Toren in der 2. Fußball-Bundesliga.
Überraschenderweise wechselte Wolf zur Runde 1984/85 in die Oberliga Nordrhein zum 1. FC Bocholt und verabschiedete sich damit mit 25 Jahren aus dem Profifußball.

## Laufbahn neben dem Fußballplatz
Über seinen Bruder Wolfgang kam er zu verschiedenen Tätigkeiten neben dem Fußballplatz.
So fungierte er als Co- und Jugendtrainer bei den Stuttgarter Kickers, während sein Bruder dort zwischen 1994 und 1998 als Cheftrainer tätig war. Später, in der Runde 2004/05 – sein Bruder Wolfgang war dort ebenfalls wieder Cheftrainer –, war er beim 1. FC Nürnberg als Chef-Scout geführt. Nach drei Jahren als Scout für den 1. FC Kaiserslautern war er in dieser Funktion seit 2008 wieder für den 1. FC Nürnberg tätig.
Arno Wolf starb am 27. Oktober 2013 im Alter von 54 Jahren an Leukämie. Erst im September hatte der FCN zu einer Typisierungsaktion für den leukämiekranken Bruder von Ex-Club-Trainer Wolfgang Wolf aufgerufen, leider ohne Erfolg.